# Show

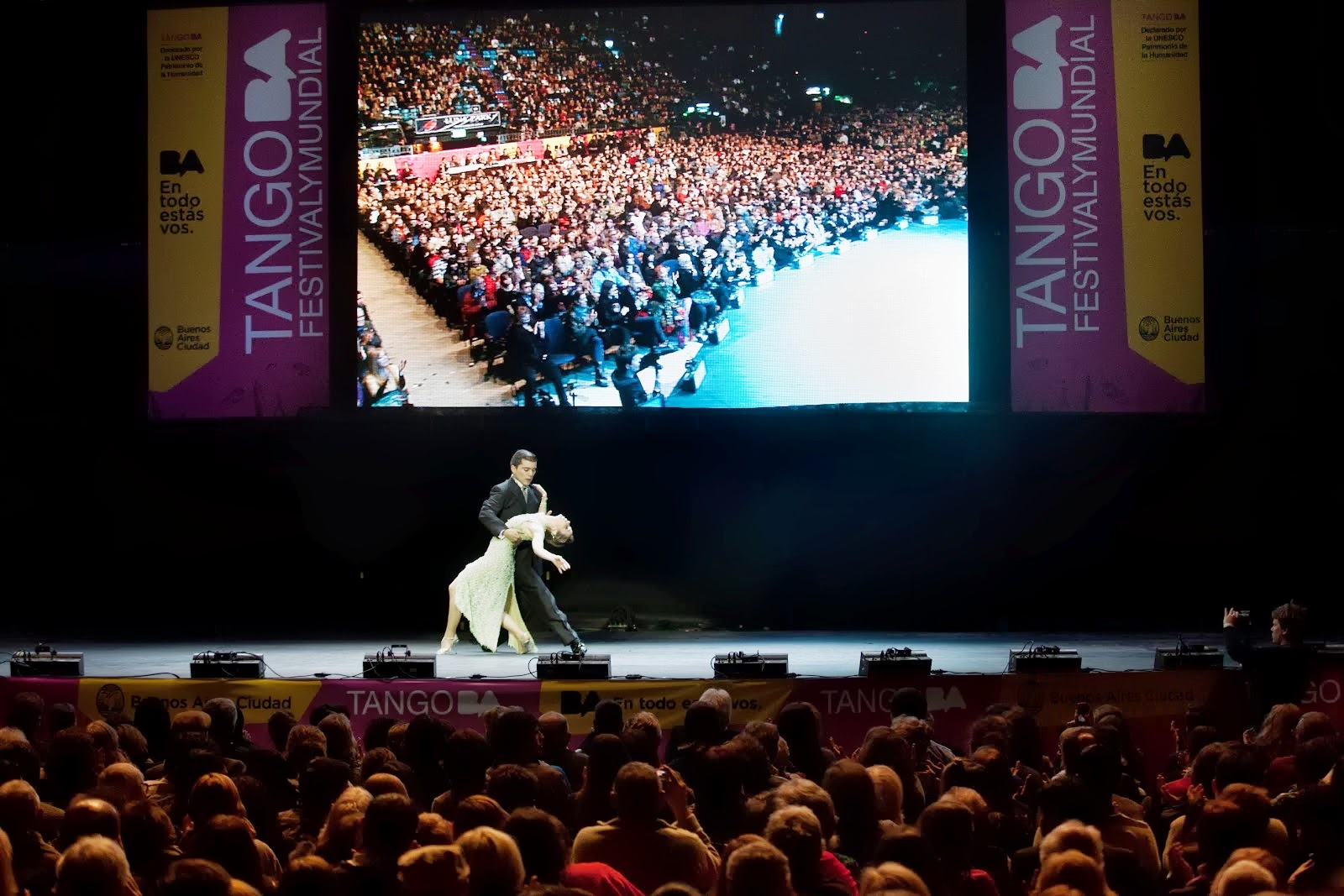
Show.

Show är ett engelskt ord för utställning eller uppvisning. Det kan även beteckna scenframträdande, TV-program eller film, som präglas av påkostad utstyrsel i sång- och dansnummer. 
Ernst Rolf lanserade begreppet på 1920-talet, lånat från USA. 
I sammansättningar finner man ordet i krogshow, modeshow etc.
Show business, förkortat showbiz, används som namn på nöjesindustrin i sin helhet.